# طبقة حقبة (علم طبقات الأرض)
| طبقات الصخور في علم تاريخ طبقات الأرض | التغطية الزمنية في التاريخ الجيولوجي | ملاحظات في الوحدات الزمنية الجيولوجية            |
| ------------------------------------- | ------------------------------------ | ------------------------------------------------ |
| طبقة دهر (Eonothem)                   | دهر (Eon)                            | المجموع 4، وتقدر بنصف مليار سنة أو أكثر          |
| طبقة حقبة (Erathem)                   | حقبة (Era)                           | المحددة: 10، وتقدر بعدة مئات من ملايين السنين    |
| نظام (System)                         | عصر (Period)                         | المحددة: 22، وتقدر بعشرة إلى حوالي مئة مليون سنة |
| نسق (Series)                          | فترة (Epoch)                         | المحددة: 34، وتقدر بعشرة ملايين سنة              |
| مرحلة (Stage)                         | حين (Age)                            | المحددة: 99، وتقدر بملايين السنين                |
| نطاق زمني (Chronozone)                | زمن (Chron)                          | تقسيم فرعي للحين ولا تستخدم في مقياس ICS الزمني  |

في علم وصف طبقات الأرض والجيولوجيا وعلم أحياء الحفريات، صخور الحقبة (بالإنجليزية: Erathem)، هي وحدة طبقية زمنية، تطلق على الصخور التي تكونت خلال فترة زمنية تساوي الحقبة، وتقسم إلى النظام مثل صخور حقبة الحياة الوسطى، والتي تقسم إلى ثلاثة أنظم أقدمها النظام الترياسي.